# Хаарман, Фриц
Фридрих (Фриц) Генрих Карл Хаарман (также Хаарманн, нем. Friedrich „Fritz“ Heinrich Karl Haarmann, 25 октября 1879 года — 15 апреля 1925 года) — немецкий серийный убийца. В прессе назывался также «Вампиром» и «Оборотнем Ганновера».

## Биография
Родился 25 октября 1879 года в семье кочегара паровоза Олле Хаармана. Все, кто знал Олле, говорили, что человеком тот был мрачным, не очень умным, но слишком вспыльчивым. Фриц, его младший сын, боялся и ненавидел отца, но перечить грозному Олле не смел. Фриц вымещал злость на животных и детях, младших по возрасту. Перед ним встала реальная опасность попасть в тюрьму. Поэтому Олле добился зачисления сына в унтер-офицерскую школу в Новом Брейзаке. Фриц не проявлял особого рвения к учёбе, но считался хорошим солдатом. За срок службы у командования не было нареканий к Хаарману. Потом Хаарман демобилизовался из армии. Через пару лет он за приставание к детям попал в психиатрическую клинику в Хильдесгейме, но был признан неспособным отвечать за свои поступки. Хаарман не был признан буйным, а потому режим у него был свободным. В 1904 году Хаарман благополучно сбегает из клиники и перебирается в Швейцарию. Какое-то время он бродяжничал, пару раз оказался в полиции, а затем вернулся в Ганновер.
Отец был не рад возвращению сына. У Олле и Фрица произошла серьёзная ссора, и сын покинул дом. Некоторое время опять бродяжничал, жил случайными заработками и кражами. Потом решил вернуться в армию. Служить попал в 10-й егерский батальон, базировавшийся в Кольмаре (провинция Эльзас). Нет доказательств того, что Хаарман принимал участие в боевых действиях Первой мировой войны, но после увольнения Хаармана из армии в 1918 году он получил хорошую пенсию, что позволило Фрицу открыть в Ганновере кондитерскую лавку. В своей лавке Хаарман торговал не только пирожными, но и мясом, что в те голодные времена не было необычным.

## Убийства
Первая жертва Фрица, 17-летний Фридель Роте, которого маньяк встретил на улице и пригласил жить с ним, незаметно отправил открытку матери, в которой написал, что его приютил «добрый дядя», и указал его адрес. Произошло это в сентябре 1918 года. Роте не догадывался о психопатии Хаармана. Он покинул родительский дом без предупреждения, и мать долго искала сына. Роте отправился в Ганновер, который в то время был гей-центром Германии. Он был гомосексуалистом, что не нравилось его матери, которая, получив открытку, тут же пошла в полицию. К Хаарману на улицу Rote Reihe 2 пришли полицейские. Как рассказывал позже Хаарман, в момент, когда полицейские вломились в его дом, маньяк как раз заканчивал разрезать убитого им Роте. Голова юноши лежала за занавеской окна, прикрытая простой газетой. Полиция её не обнаружила. По поводу мяса Хаарман заявил, что это — говядина.
Чуть позже он был арестован и осуждён на девять месяцев «за непристойное поведение», так как приставал к юношам с предложениями заняться сексом. Выйдя из тюрьмы, Хаарман понял, что необходимо более осторожно выбирать партнёров. А ещё неплохо бы подружиться с полицией. В этом ему помогло армейское прошлое. Через пару месяцев после освобождения маньяк стал внештатным сотрудником полиции. Пользуясь званием, Хаарман стал частенько посещать Центральный вокзал Ганновера. Там он и находил своих жертв. Большинство из исчезнувших (жертвами становились мальчики и юноши в возрасте от 13 до 20 лет) были бродягами, никто их особо и не искал. Почти все жертвы были подобраны им в зале ожидания Центрального вокзала Ганновера. В то время вокзал, особенно в ночное время, считался зоной повышенной опасности. Ночью туда пройти было довольно трудно, но Хаармана как полицейского пускали. Он выбирал наиболее запущенного и грязного подростка или юношу. Подходил к нему, предъявлял полицейский значок, предлагал пожить в каморке при мясной лавке. В большинстве случаев бродяги соглашались. Через пару дней знакомства Хаарман склонял их к сексуальным отношениям. Те не сопротивлялись, так как Хаарман умел выбирать жертв-геев. Через пару дней или недель он убивал их. Происходило это всегда одинаково: он душил жертву, а когда та теряла сознание, перегрызал ещё живому парню горло, выпивая кровь. Хаарман не убил ни одной женщины, так как считал их «вместилищем порока и распространителями венерических заболеваний», и брезговал их кровью.
В 1919 (по другой версии — в 1921) году Хаарман встретил Ганса Гранса (1901—1975), который стал его постоянным любовником и сообщником в преступлениях. Мясо жертв Гранс предложил добавлять в сосиски, которые  изготавливались в лавке Хаармана. В 1923 году Гранс наладил сбыт человеческого мяса под видом говядины в ближайшие рестораны и кафе. До середины 1924 года Хаарман убивал в основном тех, кого выбирал Гранс, причём убивал не только из-за мяса. К примеру, Адольф Ханнапель был убит потому, что Грансу понравились его новые брюки, а Эрнст Шпекер стал жертвой из-за новой рубашки.

## Разоблачение, следствие и суд
22 июня 1924 года Хаарман попытался силой заставить молодого человека по имени Фромм, ночевавшего на вокзале, пойти с ним «поесть мяса». Парень не хотел, он слышал про убийства бродяг с вокзала Ганновера и отказался. Хаарман попытался силой увести юношу. Фромм оказал сопротивление, на вокзал прибыла полиция и задержала обоих. Хаарману не помогло звание полицейского. В участке Фромм уверенно заявил, что Хаарман грязно приставал к нему. А ещё и напомнил о слухах про убийства людей с вокзала. Полицейские прислушались к словам Фромма. Хаармана, несмотря на его принадлежность к полиции, оставили в камере. В его лавке провели обыск. Полицейские обнаружили останки человеческих тел, а Гранса застали в лавке в момент, когда тот разделывал тело парня, исчезнувшего с вокзала несколько дней назад. После ареста Хаармана и Гранса одежда из их квартиры была осмотрена родственниками и членами семей пропавших. При этом выяснилось, что гардероб Ганса Гранса полностью состоял из одежды жертв. До суда Хаармана содержали в железной клетке, к его рукам и ногам были прикованы цепи, не позволявшие ему двигаться более чем на два метра. Пока шло следствие, Фрица изучали известные немецкие врачи. Хаарман утверждал, что он невменяем, но было доказано обратное.
На судебном процессе Фриц Хаарман признался, что в 1918—1924 годах убил 24 мальчика. Однако число трупов, согласно следственным данным, составляло 27. Все жертвы были в возрасте между 10 и 22 годами. По собственным показаниям, он убивал своих жертв укусом в шею, затем расчленял их. 19 декабря 1924 года Хаарман был приговорён к смерти через обезглавливание на гильотине. Ганс Гранс был обвинён в соучастии в преступлениях и приговорён к смерти. Позже приговор был пересмотрен и изменён на 12 лет тюремного заключения. Выслушав приговор, Хаарман сперва впал в ступор, а потом рассмеялся.
— Я всё равно вернусь! — закричал он. — Вы же знаете, что вампиры бессмертны!
Ранним утром 15 апреля 1925 года во дворе тюрьмы города Ганновера приговор был приведён в исполнение. Голова была предоставлена в распоряжение учёных-исследователей. Долгое время она находилась в Гётингене, а четыре части мозга — в Мюнхене. Почти через 90 лет в 2014 году голова Фрица Хаармана была кремирована, а прах анонимно захоронен.
После освобождения Гранс жил в Ганновере до своей смерти в 1975 году. Останки жертв серийного убийцы были погребены в 1928 году на городском кладбище Ганновера (отделение 49 D, номер 189/192) — (Stadtfriedhof Hannover-Stöcken, Abteilung 49 D, Nr. 189/192).

## В культуре
- История Хаармана рассказана в немецком фильме 1995 года «Убийца[нем.]».
- Хаарман упоминается в 13-й серии («Выдающееся произведение») 8-го сезона сериала «Мыслить как преступник».
- «Нежность волков» (1973), над фильмом работали: Уилли Ломмель, Курт Рааб, Райнер Вернер Фассбиндер, производство Германии.
- Хаарману посвящена песня «Onkel Fritze» (нем. Дядя Фрице) немецкой группы Eisregen.
- Американская группа Macabre записала 2 песни о Хаармане — «Fritz Haarmann The Butcher» на альбоме Gloom и «Fritz Haarmann der Metzger» на альбоме Murder Metal.
- Немецкая группа Ost+Front посвятила Хаарману песню «Puppenjunge»